# Peter Weller

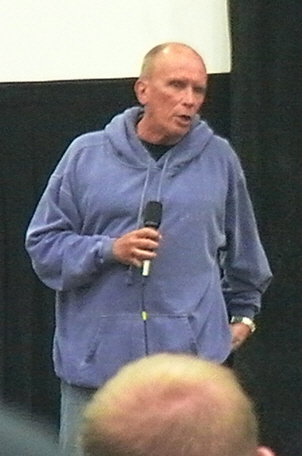
Peter Weller (în 2011)

Peter Frederick Weller (n. 24 iunie 1947, Stevens Point, Wisconsin) este un actor american și regizor. Este cel mai bine cunoscut pentru interpretarea lui RoboCop din primele două filme RoboCop (RoboCop și RoboCop 2) sau pentru rolul lui Buckaroo Banzai din filmul-idol The Adventures of Buckaroo Banzai Across the 8th Dimension.
Joacă rolul lui Stan Liddy în al cincilea sezon al serialului Dexter.

## Filmografie

### Ca actor
- Once Fallen (2010)
- Dexter (2010)
- Fringe    (2010) sezonul 2, episodul 18: "White Tulip"
- Prey (2007)
- 24 (2006)
- Undiscovered (2005)
- The Hard Easy (2005)
- Tower of the Firstborn (2004)
- The Order (2003)
- Styx (2001)
- Dark Prince: The true story of Dracula(2000)
- Ivans XTC (2000)
- The Contaminated Man (2000)
- Falling Through (2000)
- Orele nopții (Shadow Hours) (2000)
- Dușmanul dușmanului meu (1999)
- The Sands of Time (1998)
- Top of the World (1997)
- Mighty Aphrodite (1995)
- Screamers (1995)
- Beyond the Clouds (1995)
- Decoy (1995)
- The New Age (1994)
- The Substitute Wife (1994)
- Sunset Grill (1993)
- Fifty/Fifty (1992)
- Halucinația (1991)
- Robocop 2 (1990)
- Cat Chaser (1989)
- Leviathan (1989)
- Shakedown (1988)
- The Tunnel (1987)
- Robocop (1987)
- A Killing Affair (1986)
- Firstborn (1984)
- The Adventures of Buckaroo Banzai Across the 8th Dimension (1984)
- Of Unknown Origin (1983)
- Shoot the Moon (1982)
- Just Tell Me What You Want (1980)
- Butch and Sundance: The Early Days (1979)
- Silence (1975)

### Ca regizor
- Gold Coast (1997)